# ذمران (روستا)
 ذمران  به عربی ( ذَمران  )، روستایی است در دهستان بنو الَمَنبة از توابع استان استان صَنعاء در کشور یمن در شبه جزیره عربستان.

## جمعیت
جمعیت آن (۷۲) نفر (۶ خانوار) می‌باشد.